# Frederick Ross Phelan
Frederick Ross Phelan, kanadski general, * 1885, † 1970.